# Angelika Königseder
Angelika Königseder (* 1966) ist eine deutsche Historikerin.
Einem Studium der Politikwissenschaften an der Universität München folgte eine Promotion in Neuerer und Neuester Geschichte am Zentrum für Antisemitismusforschung der TU Berlin. Von 1996 bis 2010 war Königseder wissenschaftliche Mitarbeiterin des Zentrums für Antisemitismusforschung. Von 2001 bis 2010 hatte sie die wissenschaftliche Geschäftsführung des Projekts „Der Ort des Terrors. Geschichte der nationalsozialistischen Konzentrationslager“ inne. Zwischen 2011 und 2019 arbeitete sie als freiberufliche Historikerin, Ausstellungskuratorin und Lektorin. Seit 2020 ist sie erneut wissenschaftliche Mitarbeiterin des Zentrums für Antisemitismusforschung und Forschungs- und Projektkoordinatorin des Arthur Langerman Archivs für die Erforschung des visuellen Antisemitismus.
Ihre Forschungsschwerpunkte sind das nationalsozialistische Lagersystem, Justiz im Nationalsozialismus, Verlage während der Zeit des Nationalsozialismus, Judenverfolgung und Holocaust, Geschichte des Antisemitismus, Vorurteilsforschung, Genozidforschung, jüdische Nachkriegsgeschichte in Deutschland sowie visueller Antisemitismus in Geschichte und Gegenwart.

## Schriften (Auswahl)
- Walter de Gruyter. Ein Wissenschaftsverlag im Nationalsozialismus, Mohr Siebeck, Tübingen 2016.
- Recht und nationalsozialistische Herrschaft. Berliner Anwälte 1933–1945, Deutscher AnwaltVerlag, Bonn 2001.
- Waiting for Hope. Jewish Displaced Persons in Post-World War II Germany, Northwestern University Press, Evanston, Illinois 2001 (mit Juliane Wetzel).
- Flucht nach Berlin. Jüdische Displaced Persons 1945–1948, Metropol Verlag, Berlin 1998.
- Lebensmut im Wartesaal. Die jüdischen DPs (Displaced Persons) im Nachkriegsdeutschland, Fischer Taschenbuch Verlag, Frankfurt a. M. 1994 (mit Juliane Wetzel); aktualisierte Neuauflage 2004.

Herausgeberschaften
- Das KZ im Dorf. Geschichte und Nachgeschichte des Außenlagers Ladelund. Ausstellungskatalog, hrsg. mit Raimo Alsen, Metropol Verlag, Berlin 2017 (auch in englischer, niederländischer und dänischer Sprache).
- Nationalsozialistische Zwangslager. Strukturen und Regionen – Täter und Opfer, hrsg. mit Wolfgang Benz und Barbara Distel, Verlag Dachauer Hefte/Metropol, Dachau/Berlin 2011.
- Das Konzentrationslager Dachau. Geschichte und Wirkung nationalsozialistischer Repression, hrsg. mit Wolfgang Benz, Metropol Verlag, Berlin 2008.
- Zweite Heimat. Flucht, Vertreibung und Integration Deutscher nach dem II. Weltkrieg in Sachsen-Anhalt, hrsg. mit Christel Panzig, Lutherstadt Wittenberg 2004.
- Judenfeindschaft als Paradigma. Studien zur Vorurteilsforschung, hrsg. mit Wolfgang Benz, Metropol Verlag, Berlin 2002.
- Vorurteil und Rassenhass. Antisemitismus in den faschistischen Bewegungen Europas, hrsg. mit Hermann Graml und Juliane Wetzel, Metropol Verlag, Berlin 2001.
- Kriegsgefangenschaft. Berichte über das Leben in Gefangenenlagern der Alliierten von Otto Engelbert, Hans Jonitz, Kurt Glaser und Heinz Pust, hrsg. mit Wolfgang Benz, R. Oldenbourg Verlag, München 1991.